# 29185 Reich
29185 Reich è un asteroide della fascia principale. Scoperto nel 1990, presenta un'orbita caratterizzata da un semiasse maggiore pari a 3,0915716 UA e da un'eccentricità di 0,2240204, inclinata di 17,38091° rispetto all'eclittica.